# 吹田市立北山田小学校
吹田市立北山田小学校（すいたしりつ きたやまだしょうがっこう）は、大阪府吹田市にある公立小学校。校舎の東側に万博記念公園が広がる。

## 沿革
1980年に現在地に開校した。
1994年には大阪大学医学部附属病院が大阪市福島区福島1丁目（現在の朝日放送・ほたるまち）から校区内（吹田市山田丘2番15号）に移転したことに伴い、大阪市立福島小学校から移管・継承する形で阪大病院に院内学級を設置した。しかし院内学級は1997年、大阪府立刀根山養護学校（現・大阪府立刀根山支援学校）へ移管されている。

### 年表
- 1980年4月1日 - 吹田市立北山田小学校として、現在地に開校。
- 1989年4月1日 - 大阪府教育委員会より、体力づくり研究校に指定される（1991年度までの3年間）。
- 1994年 - 大阪大学医学部附属病院院内学級を設置。
- 1995年1月17日 - 阪神・淡路大震災により校舎被害。
- 1997年 - 院内学級を廃止。
- 2018年　校舎の改修工事開始
- 2018年　大阪北部地震により校舎被害。

## 通学区域・進学
- 吹田市 山田東2丁目の一部、山田東4丁目、山田北、山田丘、山田西4丁目（一部を除く）、千里万博公園（一部を除く）。

卒業後は吹田市立山田東中学校へ進学する。
例年、学年の20％が中学受験をしている。

## 交通
- 阪急千里線・大阪モノレール 山田駅 北東へ約1km。